# Waiteolana tuberculata
Waiteolana tuberculata là một loài chân đều trong họ Sphaeromatidae. Loài này được Kussakin miêu tả khoa học năm 1967.